# شط تيغري
شط تيغري أو تيغري هو شط يقع في جنوب شرق تندرارة وشمال سلسلة الأطلس الكبير النطاق الحدودي الشرقي في المغرب، على بُعد حوالي 90 كيلومترًا شمال فجيج قرب الحدود الجزائرية. تُسمى السبخة الموجودة هناك سبخة تيغري.
تشكل هذه السبخة منخفضًا يمتد لحوالي 60 كيلومترًا من الغرب إلى الشرق و30 كيلومترًا من الشمال إلى الجنوب، محاطًا بتضاريس منخفضة من الغرب والشمال وتضاريس أكثر ارتفاعًا في الجنوب الغربي والجنوب. المناطق الجبلية المحيطة تصل ارتفاعاتها إلى 1200-1300 مترًا، ولا يستقبل الشط إلا عددا قليلا من الأنهار.
تحد المنخفض من الجنوب الغربي (الجبل الأخضر) ومن الجنوب (جبل بوعرفة) في المنطقة المتداخلة من حدود الأطلس الشمالي.

## رابط خارجي
- Russo، Philibert (1947). "La morphologie des Hauts-Plateaux de l'est marocain". Annales de géographie. ج. 56 ع. 301: 36–48. DOI:10.3406/geo.1947.12431. مؤرشف من الأصل في 2024-03-12. اطلع عليه بتاريخ 2020-04-03.